# San Carlos (Chili)
San Carlos is een gemeente in de Chileense provincie Punilla in de regio Ñuble. San Carlos telde 53.024 inwoners in 2017 en heeft een oppervlakte van 874 km².
Een van de bekendste artiesten van Chili, Violeta Parra, zangeres van folklore en linkse protestliederen, is geboren in San Carlos. Haar bekendste nummer is 'Gracias a la vida', onder meer vertolkt door Mercedes Sosa. Het centrale plein in San Carlos is naar haar vernoemd en is geheel violet geschilderd. Tevens is haar geboortehuis tot museum gemaakt.

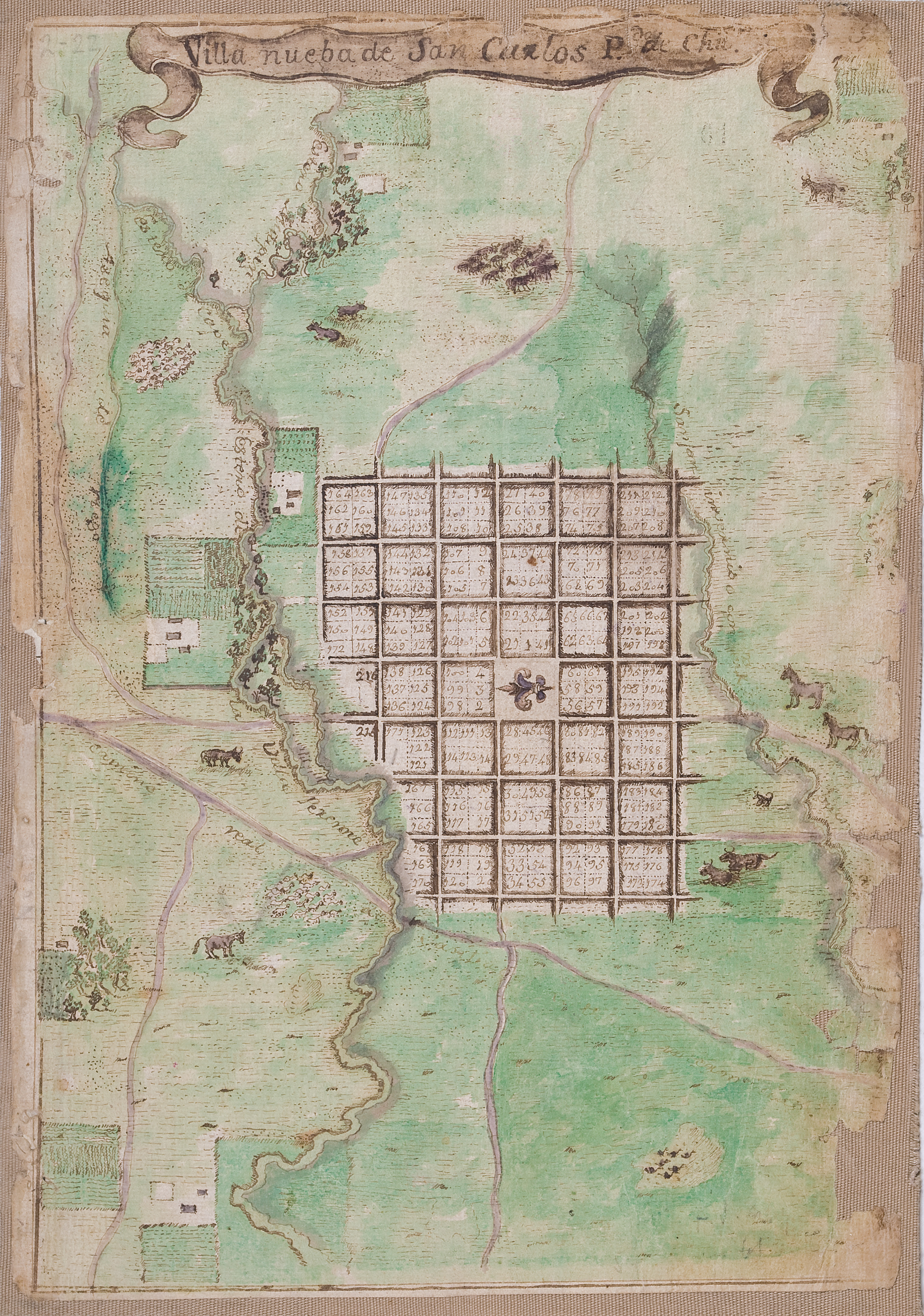
San Carlos (ca. 1805)

## Geboren in San Carlos
- Violeta Parra (1917-1967), folkloriste en beeldend kunstenaar

- Library of Congress Control Number: n95097592
- MusicBrainz: 4923fd2d-90c7-47c1-ae5c-776fd08ad957
- Nationale Bibliotheek van Israël: 987007533220205171
- Virtual International Authority File: 133855377